# 運頭塘

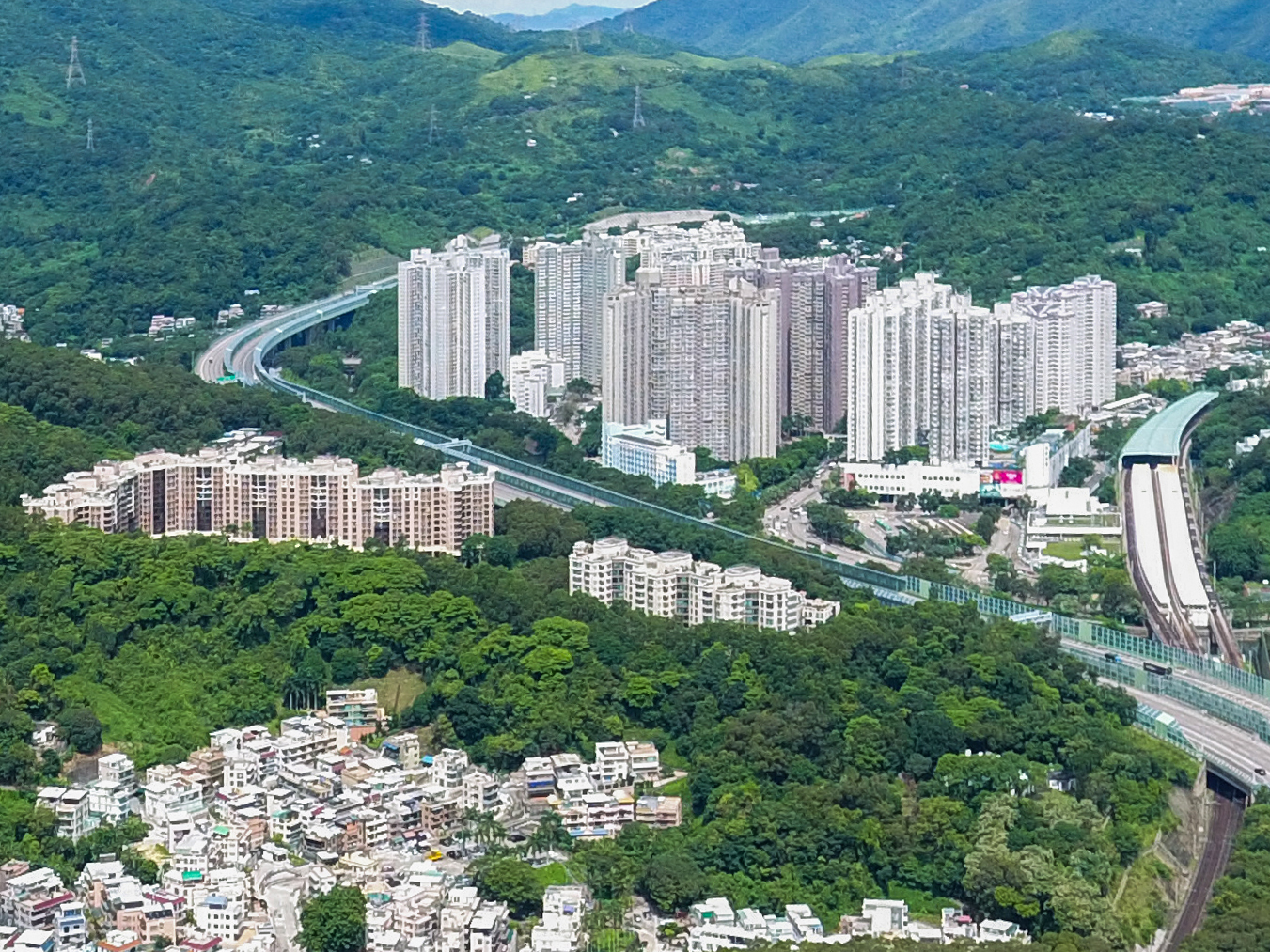
運頭塘（2017年）

22°26′32.31″N 114°10′1.94″E / 22.4423083°N 114.1672056°E
運頭塘（英語：Wan Tau Tong）是位於香港新界大埔區南部的一個地方，現在主要為住宅用地。運頭塘通常指包括有一個公共屋邨運頭塘邨，和三個居屋屋苑（逸雅苑、德雅苑、景雅苑）的範圍，就是區議會分區運頭塘區的範圍，但有時亦包括附近的的私人參建居屋富雅花園、私人住宅新達廣場、大埔寶馬山、悠然山莊和新峰花園，以及鄰近鄉村，如泮涌、山塘、碗窰村等。

## 名稱來源
運頭塘的名稱總給人古怪的感覺，有傳在抗日戰爭期間日軍殺害市民後，將他們的頭一車接一車的運過來這裡棄置成亂葬崗而因而得名。不過其實早在清朝已有運頭塘的名字，在英國接收新界之前，大埔七約成立時，運頭塘村已列在名單之上。而英國接收新界時所登記的原居民村落亦已包括運頭塘村。而據部分老一輩大埔原居民所稱，大埔在日治期間相對太平，運頭塘亦一直為耕地，並沒有曾經成為亂葬崗。當時的日軍亦無必要長途跋涉地把市民的屍體從市區運入新界。可見運頭塘的名稱由來與第二次世界大战並無關係。雖然與戰爭無關，但香港開埠初期，和合石已開闢墳場，經歷過天災，例如甲午風災，其中一些冇人認領屍會運到大埔附近安葬，運頭塘就是其中之一。
而另一個說法是的原名實為「運陶塘」，背景是村內的居民大多從事運輸工作，並負責運送陶瓷而得名。後來因為音近和居民以客家人為主問題，被誤讀作「運頭」。
最後一種説法，運頭塘是鴻運當頭的意思. ( 資料來源：資深村民陳瑞麟口述 )

## 發展
運頭塘在1940年代初以村落和農地為主，民居大多集中在近春暉園的位置，而山塘村亦有少量寮屋。不過自從1960年代開始，受到大陸新移民來港下，寮屋數量大增。其後更有工廠和商店進駐，當中包括藥舖“保和堂”和“柱興餅舖”。到1980年代，政府為配合大埔新市鎮發展，在運頭塘建成新大埔墟火車站，而大埔墟南部的土地開始進行開發和建設工程。1981年起，山塘村一半地方被削山進行取泥。政府同時將運頭塘的魚塘，農田及接近山塘村的屋宇全部收回發展。到1982年底，政府開始在舊有山塘的採泥區興建山塘新邨。